# 전국여성노동조합
전국여성노동조합(Korean Women‘s Trade Union)은 우리나라에서는 처음으로 시도된 전국 단일 노동조합이다. IMF 경제위기 당시 여성 우선해고, 비정규직의 급속한 확산 등 악화되는 여성노동자의 현실에 대응하여 전국 400여명의 일하는 여성들의 손으로 1999년 8월 29일 출범되었다.

## 여성노동조합 태동의 조건

### 여성노동자 고용불안의 심화
지난 10년간 여성의 노동시장 진입은 정규직 보다는 비정규직, 일용직, 파견직 노동이거나 법적 보호에서 제외되는 임금노동 및 비공식부문 노동의 비중이 커지는 쪽으로 채워졌다.
전체 여성노동자 중 5인 미만 사업체에 종사하고 있는 여성이 64%에 달하고 임시일용직종사 여성이 67.1%에 이르는 등 여성노동자의 전반적인 고용악화와 취업구조의 변화는 여성노동자의 노동조합 조직률을 지속적으로 하락시켜 왔다. 이러한 상황이 여성노동조합 출범의 배경이 되었다.
최근 고용현장에서 늘어난 추세 중 하나는 여성 업무를 정규직 업무에서 비정규직 업무로 전환시키는 것이다. 정규직 근무자에게 퇴직과 비정규직 전환 중 하나를 택하도록 하거나, 기존 인력을 해고시키고 파견이나 임시직 노동자를 신규 채용하는 방식이다. 1998년 9월 여성의 임시, 일용직 비율은 67.1%로 증가하여 여성 고용불안정이 날로 심각해지고 있다. 남성의 임시 일용직 비율이 36.6%임과 비교할 때 IMF 이후 노동시장의 유연성 확보라는 미명하에 상용직을 감소하고 임시직을 증가시키는 고용형태의 변화에 여성이 가장 큰 피해자가 되고 있음을 알 수 있다.

### 여성노동자 조직률의 지속적 하락
이러한 현실을 막아내지 못하면서 여성노동자 조직률은 지속적으로 하락해 심각한 상황에 이르고 있다. 1987년 11.1%였던 여성노동자 조직률은 1997년에 이르러서는 5.6%까지 떨어졌다. 1987년 15.3%였던 남성조직률이 1997년 14.9%임과 비교(권현지, "조직률 급락과 노동조합의 대응,"《노동사회》, 1999년 1월호)해볼 때 노동조합 조직률 하락은 여성노동자 조직실패에 기인하고 있음을 알 수 있다. 정보화사회의 장밋빛 그림의 뒷전에서 점점 더 많은 여성들이 노동3권에서 소외된 사각지대에 방치되고 있는 현실을 보여준다. 국가와 자본, 남성의 이해관계 속에서 주변노동력으로 밀려나고 있는 여성노동자를 조직하고 그 이해를 대변할 수 있는 조직이 있어야 한다는 절박한 요구 속에서 여성 노동조합 조직이 태동되었다.

## 전국여성노동조합 출범이 한국사회에 가지는 의미
여성노동자가 단결된 힘을 갖기 힘든 이유는 우리나라의 일반적 노동형태인 기업별 노동조합에 가입하기 힘든 고용구조에 있기 때문이다. 즉, 기업단위 노동조합을 운영하기 힘든 100인 미만 사업체에 여성의 89.5%(1993년)가 근무하고 있으며, 노동조합에 가입하기 힘든 임시 일용직 종사여성의 비중이 현저히 높다.
또 여성은 경기변동, 출산 육아에 따른 취업과 실직을 반복하고, 그에 따라 종사하는 업종과 취업형태가 변화하고 있어 조합원으로서의 지위를 유지하기 힘들다.
따라서 여성노동조합은 여성의 삶의 방식과 맞춰, 회사와 직업, 지역과 관계없이 일하는 여성이면 평생 조합원이 될 수 있는 초기업단위 노동조합으로 결성하여 여성노동자 권익확보와 조직확대를 해나가고자 한다. 이는 헌법에 보장된 단결권을 실질적으로 확보해나가는 운동이며 한국 노동조합운동의 주요 과제인 미조직 조직화의 주요 모델을 만들어가는 운동으로서 의의를 지닌다.

## 목표
여성노동자의 자주적이고, 민주적인 단결을 통해 사회, 경제, 문화, 정치적 지위향상을 목적을 두고 있다.
여성노동자들의 기본권을 보장하고, 여성노동자들이 직장과 가정생활을 양립할 수 있도록 사회적인 지원조치를 목표하고 있다.
1. 여성노동자의 노동3권 완전 확보
2. 여성노동자의 복지 및 권리 증진을 위한 사업
3. 여성고용조건의 차별 철폐 및 향상을 위한 사업
4. 모성보호 및 육아의 사회화 촉진사업
5. 직장과 가정의 조화를 위한 지원사업
6. 여성의 지도력 향상과 능력개발 사업
7. 조직강화 사업
8. 교육사업
9. 여성노동자의 문화적 제반 권리 향상을 위한 사업
10. 고용촉진 사업
11. 작업환경의 안전과 여성노동자의 건강을 위한 사업
12. 국내의 노동, 여성, 사회단체와의 연대사업
13. 기타 조합의 목적달성에 필요한 사업

| ‘오늘 우리는 여성노동자 조직화와 권익확보를 위한 주체조직, 전국여성노동조합을 출범하였다. 우리는 470만 미조직 여성노동자에게 노동3권이 보장되고, 단결된 힘을 통해 권익개선을 해 나갈 수 있는 조직운동을 선언한다. 우리는 성차별적인 사회구조와 법제도, 관행과 고정관념들을 단호히 거부한다. 성,인종,연령,고용형태 등 우리 사회의 각종 차별을 해소하여 남녀평등을 실질적이고 구체적으로 실현해나가고자 한다. 평등하고 지속적인 노동권이 보장되며, 모성과 건강이 보호받으며, 직장과 가정의 양립을 가능케 하는 사회적 지원 속에서, 이 땅의 당당한 여성노동자로 존중받고 성장해 나가고자 한다. 우리는 여성노동자의 조직화 세력화를 통해 여성의 저임금을 기반으로 하는 한국경제의 체질개선, 양성 평등적 사회발전을 촉구하고 한국사회의 미래지향적 발전을 만들어 가고자 한다. 이제 우리는 여성노동자들의 희망과 기쁨을 만들어 나갈 전국 여성노동조합의 힘찬 첫걸음을 내딛는다. 생명을 창조하듯이, 새 세상을 창조할 힘과 용기로, 현장에서 땀흘리는 여성노동자들이 주체가 되어, 모든 소외된 계층의 인권과 평등을 위해 투쟁하는 국내외 노동형제, 자매형제들과 연대하여, 여성노동자운동의 지평을 넓히기 위한 발걸음은 계속 될 것이다……. - 전국여성노동조합 창립선언문(1999. 8. 29) 중에서 |

## 전국여성노동조합 조직활동

### 법적 권리 홍보 상담을 통한 조직화 사례
2000년 한국여성노동자회와 공동으로 '비정규직 여성 권리찾기 운동본부'를 결성하여 비정규직 여성노동자들의 법적 권리를 홍보하고 투쟁을 지원했다. 운동본부가 결성된 취지는 "비정규직 대다수는 법도 지켜지고 있지 않는 현실에 있고 따라서 법적 권리 확보를 위한 상담 및 지원, 여성노조로 조직화를 통한 단결력 강화가 중요하다"는 것이었다. 운동본부는 전단제작, 캠페인, 생활정보지광고, 언론보도 등을 통해 비정규직 노동자들의 법적 권리를 알리는 캠페인을 전국에서 매월 정기적으로 진행했다. 또, 상담 창구를 열었고, 진행되고 있는 투쟁을 지원하기도 하였다.

### 비정규직 단결과 정규직 연대가 해결의 열쇠
일방적으로 해고통보를 받았던 학원강사 4명도 운동본부에서 상담을 한 후 조합원으로 가입하고, 법적 대응과 교섭에 들어갔다. 결국 이들은 복직을 쟁취했고 해고 기간 중의 임금 및 미불 법정수당도 노동부 판결에 따라 사용자가 이행키로 합의하였다. 이는 근로기준법 위반과 일방적인 해고가 당연시되고 있는 학원계의 관행에 제동을 걸고 법적 권리를 확보한 투쟁사례였다.
어느 제조업체에서 사무직 여직원 90명중 75명이 파견직으로 근무하고 있었다. 파견여직원들은 명목만 파견직이지 7∼8년씩 근무하면서 정규직처럼 일을 해왔고 채용과 해고에 관한 결정권도 파견업체가 아닌 사용업체가 전적으로 행사하고 있었다. 그런데 어느 날 사용업체가 일방적으로 이들 중 파견기간이 2년 된 여직원 66명을 대상으로 '1년 촉탁고용 39명, 해고를 전제로 인수인계 기간인 2개월 아르바이트직 27명' 명단을 발표했다. 이에 반발한 여직원들이 우리 노조에 가입하였고, 우리 노조와 기존 정규직노조가 힘을 합쳐 투쟁한 결과, 전원 1년 직접계약의 성과를 쟁취할 수 있었다. 파견노동자의 고용안정을 위해 사용업체의 정규직 노동조합과 비정규직 노동조합이 힘을 합쳐 싸운 이 사례는 '비정규직의 문제는 비정규직의 단결과 정규직 노동조합의 연대를 통해 풀어나가면 훨씬 효과적으로 해결된다'는 사실을 되새겨준 사례였다. 
조합원 전원이 남성인 사업장의 어느 부서에 120명 남자사원과 여자사원 23명이 근무하고 있었다. 남자사원들은 모두 조합원이었고 여자주부사원 23명은 5∼6년 근무하면서도 비조합원이었다. 해당 사업장의 노동조합에서는 이들의 가입을 받아주지도 않았다. 예전에 파업할 당시 가장 투쟁적이었던 이 부서에 회사측이 노·노 갈등을 만들 목적으로 여성을 투입했기 때문이다. 결국 노조는 이들을 1년에 8명씩 3년 내에 23명 전원을 남성 정규직 사원으로 대체하기로 회사측과 합의하였다. 이렇게 일방적으로 자신들의 고용 문제가 결정되자 23명의 여성노동자들은 전국여성노조에 가입했고, 남녀차별적 노사합의를 철회할 것을 해당 노동조합 측에 요구했다. 회사측에도 교섭을 요청하였다. 그리고 일년에 걸친 사업장 내 시위와 법적 대응 등을 통해서 전원 정규직 전환 합의를 쟁취할 수 있었다.

### 법 보호 못 받는 특수고용직 여성노동자들의 투쟁
전국여성노조는 골프장 경기보조원, 방송사 작가 등 법적 권리에서조차 소외되어 있는 특수고용직 여성노동자들의 실태와 투쟁도 널리 알리고자 했다. 다양한 조직화 방식을 동원하여 노동조합과 주체를 형성을 했고, 골프장 경기보조원 같은 특수고용 노동자의 문제를 법개정투쟁으로 확대해 나갔다. 1999년 10월, 골프장 경기보조원 최초의 노동조합이 전국여성노동조합의 분회로서 결성되었다. 전국여성노조의 경기보조원 분회는 99년 12월부터 회사측에 단체교섭 요청을 하였으나 회사에서는 "근로자가 아니므로 근로조건에 관한 교섭을 할 의무가 없다"며 교섭을 해태하였고, 간부 등 11명에 대해 근무정지 통보를 했다. 
노동자들은 부당 징계를 철회시키고 노동조합을 사수하기 위해 20여일 간의 투쟁을 전개하였다. 그 결과 근무정지 철회, 노조활동 인정 등의 성과를 안고 전원 복직할 수 있었다. 그 이후에도 노동부에 대한 항의방문, 항의집회 등 압박을 계속 진행하여, 마침내 5월16일에는 해당 골프장 경기보조원이 "근로기준법상의 근로자"임을 증명하는 행정해석을 끌어낼 수 있었다. 이 투쟁은 골프장 경기보조원이 누려야 할 노동3권 및 근로기준법상의 근로자로서 권리를 사회적으로 제기하고 공감대를 넓힌 중요한 사례였다. 

### 노동계 최초로 최저임금문제 제기하다
전국여성노조는 노동계 최초로 청소용역 노동자들의 최저임금 문제를 사회적으로 제기하였다. 어느 날 대학 청소용역회사 소속 여성노동자들 23명이 우리 노조에 가입하였다. 기본급을 최저임금에 맞추고, 대신에 상여금과 식대 3만원을 삭감하는 계약서를 들이밀고 서명하도록 강요한 것에 반발한 것이었다. 그리고 교섭과 단체행동을 통하여 삭감된 식대 2만원 복원, 상여금 200%지급, 미지급 퇴직금·상여금 지급, 미지급 생리·월차·연차 휴가수당 지급, 분회장의 반전임 인정, 조합원 타 근무처로 발령이나 징계 시 사전에 노조와 협의할 것 등을 내용으로 하는 임단협을 타결하였다.
위 사례를 계기로, 전국여성노조는 전국 9개 지역 107개 용역업체 여성노동자 528명에 대한 조사사업을 진행했다. 그 결과 당시 법정 최저임금인 월 421,490원 미만을 받고 있는 여성이 전체 응답자의 22.9%에 달했다. 이러한 조사결과를 가지고 중앙에서 토론회를 진행했고, 지역에서도 토론회와 간담회를 개최하였다. 그리고 한국여성연합과 최저임금에 관련된 공동 캠페인을 진행했고, 정책 건의문 제출, 최저임금 위반업체에 대한 집단 고소·고발 등을 진행하였다. 
이 사업은 당시 노동조합에서 전혀 관심을 갖지 않고 있던 최저임금 문제를 사회적으로 제기하면서 이후 최저임금이 노동계의 중요한 요구가 되도록 하는 시발점 역할을 하였다. 현재 전국여성노조에는 대학에서 청소미화원분회가 활동 중에 있다.

### 학교 비정규직 차별철폐 투쟁과 전국 조직화
광주지역에서 학교급식 조리원들이 일방적인 근로조건 저하와 해고 등과 관련하여 상담을 해 왔다. 이 상담이 계기가 되어 전국여성노조는 학교에 많은 비정규직들이 일하고 있음을 알게 되었다. 2002년 학교급식 조리원들을 대상으로 실태조사를 했고, 이를 통해서 분회 결성하고 문제가 있는 학교에서는 교섭과 투쟁을 진행하는 등 조직화사업을 진행하였다. 그 과정에서 학교의 다른 직종 여성노동자들도 상담을 해 오거나 우호적인 관계가 만들어지면서 다른 직종들 노동자들도 우리 노조에 가입을 하게 되었다. 
이를 바탕으로 2003년에는 급식조리원, 영양사, 사서, 과학실험보조원 등 전국여성노조와 관계가 있는 4개 직종에 대해서 실태조사를 진행하였다. 전국 11개 지역 2,369명이 조사에 응하였고 이 조사결과를 가지고 전국여성노조가 토론회를 열고, 사회적 이슈로 제기하였다. 그리고 요구안을 마련하여 관련 부처와 관계기관, 관련 국회의원이나 교육위원들에게 적극적으로 제시하고 교섭하였다. 물론 각 지역에서도 마찬가지로 토론회 또는 관계기관과의 간담회, 학교 비정규직들과의 설명회 또는 간담회 등을 진행하였다. 그 이후 현재까지 전국여성노조는 지속적으로 교육부 상대로 학교 비정규직들의 처우개선과 차별철폐를 위한 방안을 협의하거나, 집회를 개최하는 등의 활동을 지속하고있다.

## 참조
- 전국여성노동조합 출범의 배경과 의미, 사회복지위원회, 1999년 11월 10일
- 전국여성노동조합 조직활동, 이렇게 하고 있다